# Jovan Cvijić
Jovan Cvijić (Loznica, Srbija, 12. listopada, 1865. – Beograd, Srbija, 16. siječnja, 1927.), bio je srpski znanstvenik, osnivač Srpskog zemljopisnog društva, predsjednik Srpske kraljevske akademije (sada SANU), profesor i rektor Beogradskog sveučilišta, počasni doktor Sveučilišta Sorbone i Karlovog sveučilišta u Pragu. Bavio se podjednako društvenom i fizičkom geografijom, geomorfologijom, etnografijom, geologijom, antropologijom i poviješću. Smatra se utemeljiteljem suvremene srpske geografske znanosti. Uveo karstologiju kao znanstveno područje unutar geomorfologije.
Bio je istraživač međunarodnog prestiža na više interdisciplinarnih područja, ali i jedna od središnjih osobnosti u nizu srpskih i jugoslavenskih inicijativa prije i poslije stvaranja jugoslavenske države.
Njegove antropogeografske postavke često su bile podlogom velikosrpske politike.

## Životopis
Jovan Cvijić rođen je 12. listopada 1865. godine u Loznici. Otac mu se zvao Todor Cvijić. Podrijetlom je bio iz Hercegovine i bio je trgovac. Majka Marija (rođena Avramović), bila je iz ugledne obitelji iz mjesta Korenita, sela u oblasti Jadar u Srbiji. Cvijić je često govorio kako je u djetinjstvu na njegovo duhovno obrazovanje najviše utjecala majka i uopće majčina obitelj, dok je o ocu i očevoj obitelji pisao s dosta manje emocija. Ipak, Cvijić je u svom znanstveno-istraživačkom radu o narodnoj psihologiji imao pohvalne riječi za dinarski etnički tip i karakter kome pripada i njegov otac.

### Obrazovanje
Nakon osnovne škole, koju je završio u Loznici, završio je nižu gimnaziju u Loznici (prve dvije godine) i gimnaziju u Šapcu (treću i četvrtu godinu). Nakon toga se upisao i završio višu Prvu beogradsku gimnaziju.
Godine 1884. nakon završetka gimnazije, želio je studirati medicinu. Međutim, loznička općina nije bila u mogućnosti stipendirati njegovo školovanje u inozemstvu. Tada mu je Vladimir Karić, njegov profesor iz šabačke gimnazije, predložio da sluša studije geografije na Velikoj školi u Beogradu. Cvijić ga je poslušao i iste godine upisao Prirodno-matematički odsjek Velike škole u Beogradu. Ove studije je završio 1888. godine.
Tijekom školovanja, Cvijić je bio posvećen čitanju knjiga. U gimnaziji je učio engleski, njemački i francuski jezik, koji su mu tijekom studija bili korisni, jer nije postojala odgovarajuća znanstvena literatura na njegovom materinskom, srpskom jeziku. Kasnije je na stranim jezicima pisao i znanstvene i druge radove.
Školske godine 1888./89. radio je kao predavač geografije u Drugoj muškoj beogradskoj gimnaziji. Nakon toga je, 1889. godine, upisao studije fizičke geografije i geologije na Bečkom sveučilištu kao državni stipendist. U to vrijeme na Bečkom sveučilištu predavanja iz geomorfologije držao je čuveni znanstvenik dr. Albrecht Penck, geotektoniku je držao profesor Zis, a klimatologiju Julijus Hahn.
Cvijić je doktorirao 1893. godine na Sveučilištu u Beču. Njegova doktorska disertacija pod nazivom "Das Karstphänomen" predstavila ga je široj javnosti i učinila poznatim u svjetskim znanstvenim krugovima. Ovaj rad je kasnije preveden na više jezika (na srpskom "Karst", 1895.), a zahvaljujući njemu, Cvijić se u svijetu smatra utemeljiteljem karstologije. Britanski znanstvenik Sir Archibald Geikie je napisao da ovo predstavlja "zastavničko djelo" znanstvenosti.

### Istraživački rad
Jovan Cvijić svoja prva i najznačajnija terenska istraživanja obavljao je u krškim predjelima istočne Srbije. Radeći na kršu Kučajskih planina i promatrajući Prekonošku špilju, došao je do ideje za svoju doktorsku disertaciju, koju je obranio u Beču 1893. godine.
Pored toga, Cvijić se bavio i geologijom (geomorfologijom, tektonikom, paleogeografijom i neotektonikom). Njegova monografija o kršu izazvala je pozitivne kritike tadašnje znanstvene javnosti, a pristupna akademska riječ o podjeli planina Balkanskog poluotoka na osnovu geološko-tektonske građe proslavila ga je kao prvog južnoslavenskog geotektoničara.
Njegov značajan doprinos geomorfologiji dogodio se poslije terenskih istraživanja okoline vrha Midžor na Staroj planini (Srbija) i planine Rile (Bugarska), gdje je prepoznao gorske oči - jezera koja predstavljaju tragove glacijalnog procesa.
Cvijić se istraživačkim radom bavio oko 38 godina, pri čemu je sudjelovao u mnogobrojnim ekspedicijama po Balkanskom poluotoku, Južnim Karpatima i Maloj Aziji, čiji su rezultat brojna znanstvena djela. Tako "Geomorfologija" (svezak I i II) Jovana Cvijića, koja daje geomorfološki prikaz terena na Balkanskom poluotoku, ni danas nije izgubila na aktualnosti i predstavlja izvanrednu polaznu osnovu u suvremenim istraživanjima.

### Znanstveni radovi
Cvijić se znanošću počeo baviti još kao student Velike škole i tada je nastao njegov rad Prilog geografskoj terminologiji našoj, a nastavio kao srednjoškolski profesor i bečki student, proučavajući krške pojave u istočnoj Srbiji, Istri i Jadranskom primorju. Na osnovu tih proučavanja, napisao je više radova, kao i svoju doktorsku disertaciju. Čitav život posvetio je proučavanju Srbije i Balkanskog poluotoka, putujući skoro svake godine po Balkanu.
Prvi njegovi objavljeni radovi:
- 1889. "Ka poznavanju krša Istočne Srbije";
- 1891. "Prekonoška špilja";
- 1893. "Geografska ispitivanja oblasti Kučaja";
- 1893. "Špilje i podzemna hidrografija u Istočnoj Srbiji";
- 1895. "Krš, geografska monografija";
- 1896. "Izvori, tresave i vodopadi u Istočnoj Srbiji".

Sva ova djela bavila su se problematikom u Istočnoj Srbiji.
Kao zreo i iskusan znanstvenik napisao je:
- 1922. "Đerdapske terase";
- 1925. "Krš i čovjek";
- 1925. "Krš i srpske narodne pripovijetke".

Tijekom života, odnosno za više od trideset godina intenzivnog znanstvenog rada, objavio je par stotina znanstvenih radova. Jedno od najvažnijih djela je "Balkanski poluotok".
Umro je u 62. godini života, 16. siječnja 1927. godine u Beogradu, a pokopan je na Novom groblju u Aleji velikana. Svoje imanje ostavio je Srpskom geografskom društvu.

## Antropogeografski rad Jovana Cvijića
Jovan Cvijić je prvenstveno bio geograf koji se osim fizičkom geografijom bavio i antropogeografskim istraživanjima. Ubrzo je postao i suradnik aktualne srpske politike podupirući svojom antopogeografijom Balkana velikosrpska teritorijaln posezanja Kraljevine Srbije prema svim susjednim zemljama. Kada je trebalo opravdati razloge teritorijalne ekspanzije srpske države, uvodio bi kriterij geopolitike, odnosno geografskog determinizma dajući europskoj javnosti znanstvene argumentacije.
Težnje Srbije o izlasku na Jadran preko Albanije opravdava geografskim uvjetima i povijesnom tradicijom. Crnogorce smatra dijelom srpskog naroda, Bugare promatra kao konkurentski narod kojeg kao i sve susjedne narode omalovažava. Makedonce je prozvao "makedonskim slavenima" ne mogavši zbog bugarskih pretenzija prema Makedoniji pojednostaviti pitanje nacionalne pripadnosti, ali ne propušta istaknuti kako su neke oblasti "više" srpske, predstavljajući Makedoniju kao zajedničku državu Srbije i Bugarske prema kojoj se one šire. Bosna i Hercegovina spada pod srpske zemlje, a muslimani su Srbi. Dosljedno se izbjegava riječ Hrvat, uz eventualno spominjanje katolika ili eventualno Srbo-Hrvata, no najčešće se rabi definicija "katoličko stanovništvo srpskog jezika". U svojem djelu Aneksija Bosne i Hercegovine i srpsko pitanje, koje je objavljeno na francuskom, engleskom, ruskom i češkom jeziku, namijenjeno u prvom redu svjetskoj javnosti i opremljeno dvjema geografskim kartama razvija tezu o području Bosne i Hercegovine kao jezgri srpskog naroda, uključujući u to područje cjelokupnu Hrvatsku, računajući i s Makedonijom i Vojvodinom, procjenjujući broj Srba na oko 10 milijuna, a rasprostranjenost katolika označava kosim crtama i to samo oko gradova Agram, Spalato, te u slabijim dijelovima oko Fiume i Oseka.
Bunjevcima i šokcima pojednostavljuje narodnu pripadnost (Šokci su katolici srpsko-hrvatskoga jezika) i podastire teze o pokatoličavanju Srba i naziva ih katoličkim Srbima, za vojvođanske Hrvate rabi izraz Srbo-Hrvati.
Općenito se u svojim radovima trudi izbjegavati riječ Hrvat zamjenjujući ju pojmom katolik, svojata Petra Hektorovića, negirajući postojanje hrvatskog naroda pišući kako je hvarski puk slavenskog podrijetla.
Etnički prostor Hrvata ograničava na zagrebački sjeverozapad Hrvatske, a Hrvati su po Cvijiću pod jakim utjecajem katoličkog svećenstva i klerikalni kao rijetko koji narod u Europi. 
Postavlja teoriju o srpskom podrijetlu imena grada Dubrovnika, o prisilnoj asimilaciji srpskih doseljenika, o širenju srpskog jezika od nižih društvenih slojeva prema aristokratskim krugovima, iako navodi da su glavna djela dubrovačke književnosti u 16. i 17. stoljeću bila napisana srpsko-hrvatskim jezikom, odnosno to je zajednička srpsko-hrvatska književnost pisana štokavskim hercegovačkim dijalektom.
U svojim radovima nigdje ne nalazi raseljenih Hrvata izvan hrvatskih zemalja, na Kosovu u Janjevu bilježi 400 kuća katolika.
Boka kotorska je "čisto srpska oblast i njeno je stanovništvo ... sastavljeno od 836 srpskih bratstava".
Omalovažava Slovensku pismenost, a hvali glave nepismenih balkanskih seljaka s njihovom narodnom sviješću, povijesnom tradicijom, za razliku od praznoglavih Slovenaca, pokušavajući kulturno inferiornu sredinu nametnuti naprednijoj.
Jezik naroda koje ne priznaje poput Makedonaca, tretira "govorom" i dosljedan je u stavu o širokoj rasprostranjenosti srpskog jezika, te njegovoj jezičnoj superiornosti. U Bosni i Hercegovini se prema Cvijiću govori srpskim jezikom i kritizira jezičnu politiku austro-ugarske uprave na području Bosne i Hercegovine jer su se dijelom rabili udžbenici tiskani u Hrvatskoj, potvrđujući njihov "izopačeni jezik" pišući kako se mučio razumjeti pojedina mjesta, tvrdeći kako se njima kvari srpski narodni jezik.
Godine 1908. piše o jasno izraženoj težnji da cijeli jugoslavenski kompleks od Trsta do Soluna čini nacionalnu cjelinu i razvija kulturu na nacionalnom principu. A glavnu masu toga jugoslavenskog kompleksa čini srpski narod, pri čemu je stvaranje južnoslavenske države smatrao velikom ili gotovo isključivom zaslugom Srbije.

## Važnija djela
- Geografska ispitivanja u oblasti Kučaja u ist. Srbiji, 1893.
- Das Karstphänomen, Beč, 1893.
- Karst, 1895.
- Struktura i podjela planina Balkanskog poluotoka, 1902.
- Antropografski problemi Balkanskog poluotoka, Naselja srpskih zemalja, I, 1902.
- Die Tektonik der Balkanhalbinsel mit besonderer Berückichtigung der neueren Fortschritte in der Kenntnis der Geologie von Bulgarien, Serbien und Mazedonien, Beč, 1904.
- Osnove za geografiju i geologiju Makedonije i Stare Srbije I-III, 1906.—1911.
- Grundlinien der Geographie und Geologie von Mazedonien und Alt-Serbien. Nebst Beobachtungen in Thrazien, Thessalien, Epirus und Nordalbanien, Gotha, 1908.
- Aneksija Bosne i Hercegovine i srpsko pitanje, 1908.
- Jezerska plastika Šumadije, 1909.
- Dinarski Srbi, 1912.
- Izlazak Srbije na Jadransko More, 1912.
- Raspored Balkanskih naroda, 1913.
- Jedinstvo i psihički tipovi dinarskih južnih Slavena, 1914.
- Sjeverna granica južnih Slavena (La frontiere septentrionale des Jugoslaves), 1919.
- Balkanski poluotok i južnoslavenske zemlje, osnovi antropogeografije, I, 1922.
- Geomorfologija I-II, 1924., 1926.
- Balkanski poluotok i južnoslavenske zemlje, osnovi antropogeografije, II, 1931.